# Air Montenegro
Air Montenegro ist die „neue“ nationale Fluggesellschaft von Montenegro mit Sitz in Podgorica und Basis am Flughafen Podgorica. Die Gesellschaft ist 100 % im Besitz des montenegrinischen Staates.

## Geschichte
Air Montenegro wurde im Januar 2021 als Nachfolgegesellschaft der im Dezember 2020 liquidierten Fluggesellschaft Montenegro Airlines gegründet. Das Projekt hatte ursprünglich den Namen To Montenegro (oder auch 2 Montenegro). Aus etwa 500 Vorschlägen der Bevölkerung Montenegros wurde dann der jetzige Name gewählt. Am 10. Juni 2021 führte Air Montenegro den ersten kommerziellen Linienflug zwischen Podgorica und Belgrad durch.

## Flugziele
Montenegro Airlines bedient von ihren Drehkreuzen in Podgorica und Tivat aus folgende europäische Ziele: Banja Luka, Belgrad, Frankfurt, Kopenhagen, Lyon, Ljubljana, Nantes, Paris, Prag, Zürich sowie Istanbul.

## Flotte
Mit Stand April 2025 besteht die Flotte der Air Montenegro aus zwei Flugzeugen mit einem Durchschnittsalter von 16,4 Jahren:
| Flugzeugtyp     | Anzahl | bestellt | Anmerkungen | Sitzplätze | Durchschnittsalter |
| --------------- | ------ | -------- | ----------- | ---------- | ------------------ |
| Embraer ERJ-195 | 2      |          |             | 116        | 16,4 Jahre         |
| Gesamt          | 2      | -        |             |            | 16,4 Jahre         |

## Ehemalige Flugzeugtypen
- Airbus A320-200